# هيرب وايت
هيرب وايت (بالإنجليزية: Herb White)‏ مواليد 15 يونيو 1948 في فالدوستا، هو لاعب كرة سلة أمريكي. بدأ مسيرته الاحترافية في سنة 1970. تم اختياره من قبل فريق أتلانتا هوكس خلال الدرافت. يحمل الرقم 34. يبلغ طوله 6 قدم 2 بوصة (1.9 م). اعتزل اللعب في 1971.

## روابط خارجية
- هيرب وايت على موقع إن بي أي (الإنجليزية)
- هيرب وايت على موقع سبورتس رفرنس (الإنجليزية)
- هيرب وايت على موقع كلية كرة السلة في سبورتس رفرنس.كوم (الإنجليزية)
- هيرب وايت على موقع ريلجم (الإنجليزية)
- هيرب وايت على موقع بروبوليرز (الإنجليزية)